# Cal Calissó
Cal Calissó o Antics Safareigs de la Baixada de Cal Verge és un edifici històric de Castellar del Vallès (Vallès Occidental) construït durant la segona meitat del segle xvii, i que posteriorment fou ampliat al segle xviii. La casa va viure una reforma entre 1802 i 1807 fins que l'any 1897 es convertí en safareigs públics per l'arquitecte Emili Sala Cortés i del qual en fou la promotora la marquesa de Castellar Emília Carles-Tolrà. En l'actualitat l'edifici es troba dins de l'inventari del patrimoni històric, arquitectònic i ambiental de Castellar del Vallès.

## Situació

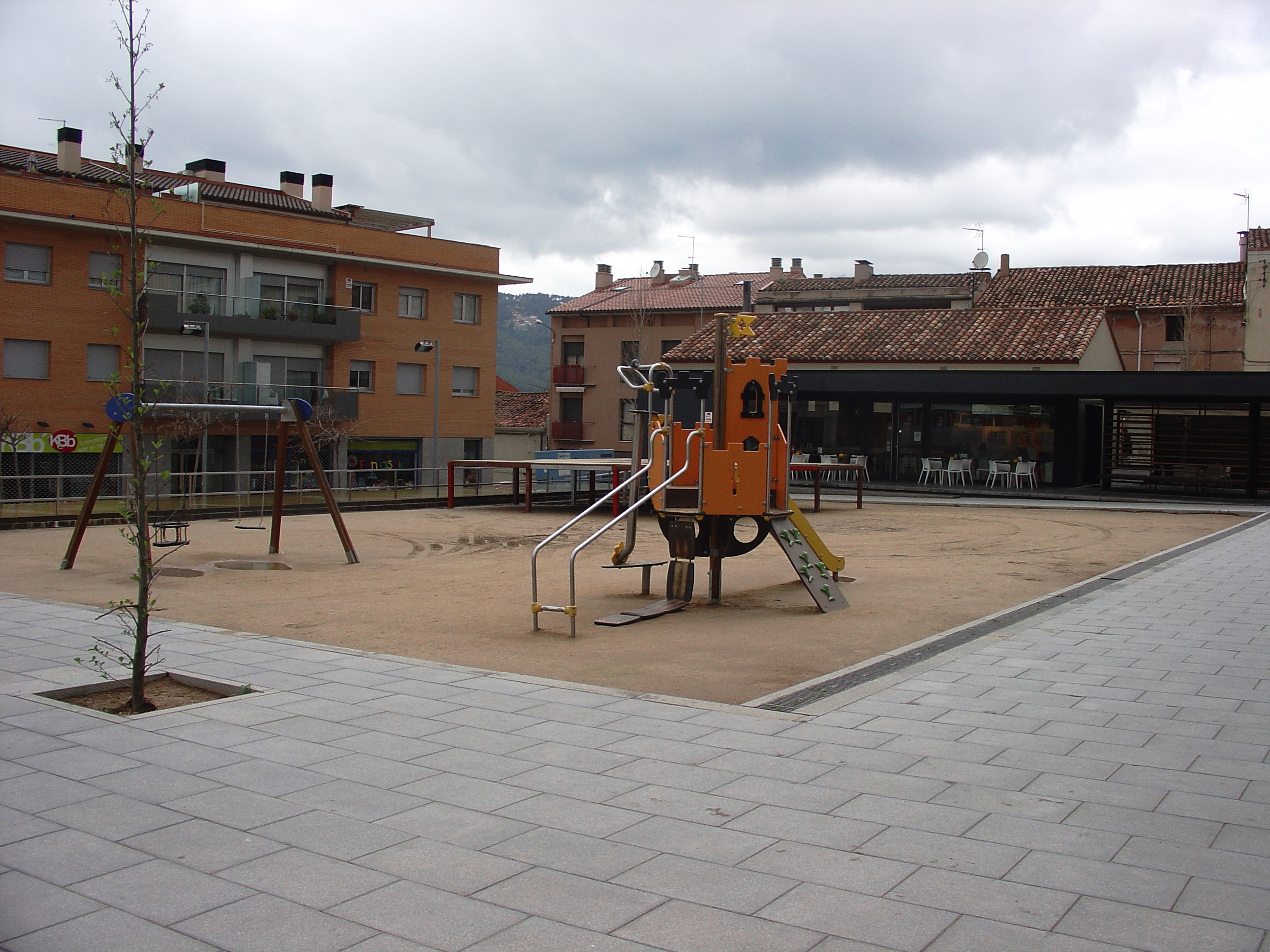
La plaça de Cal Calisó estrenada a principis de 2003 amb Cal Calissó al fons

L'edifici de Cal calissó està emplaçat al nucli urbà de Castellar del Vallès. Quan fou construït limitava al nord amb l'actual carrer major (anomenat anteriorment pujada del calvari), a l'est amb el passeig i al sud amb la finca agrícola de la mateixa casa i a l'oest amb els safareigs municipals. Posteriorment, l'edifici albergaria els jutjats de pau fins a reconvertir-se en un espai cultural. En l'actualitat l'edifici es troba enmig de la plaça Cal Calissó, mantenint la limitació al nord i a l'oest amb el carrer major i a l'est amb l'inici del passeig, mentre que al sud es troba amb el carrer de les fàbregas.

## Característiques principals
Cal Calissó o els Antics Safareigs de la Baixada de Cal Verge és un edifici històric de Castellar del Vallès situat al carrer major de la vila. L'edifici compta amb una planta rectangular d'una sola planta alineat conservant l'accés i la façana principal originaris, i mostrant la façana lateral testera de migdia, així com un accés per l'escala lateral exterior a la part posterior de l'actual plaça de Cal Calissó.
L'edifici presenta una coberta a dues aigües amb carener paral·lel a carrer. La façana principal mostra una composició simètrica amb porta centrada, i una agrupació de dos finestrals a banda i banda. La decoració té elements neoclàssics: pilastres, cornises i un remat central amb gerro. La gran pendent del carrer major és resolt amb un basament resseguit, només trencat per la porta d'entrada. A la façana lateral, abans de la reforma hi havien dues finestres, actualment cegades i a la façana posterior s'ha afegit un cos annex, conformant un gran porxo orientat a l'espai públic de la plaça mentre que l'interior va ser totalment remodelat per acollir el jutjat de pau. Cal ressenyar que combina voltes tant de les variants d'ala ampla com de l'estreta.

## Fases arquitectòniques
L'edifici presenta tres grans fases arquitectòniques, en funció del creixement i de les tècniques emprades en la construcció, així com per la supervisió.

### Casa fundacional

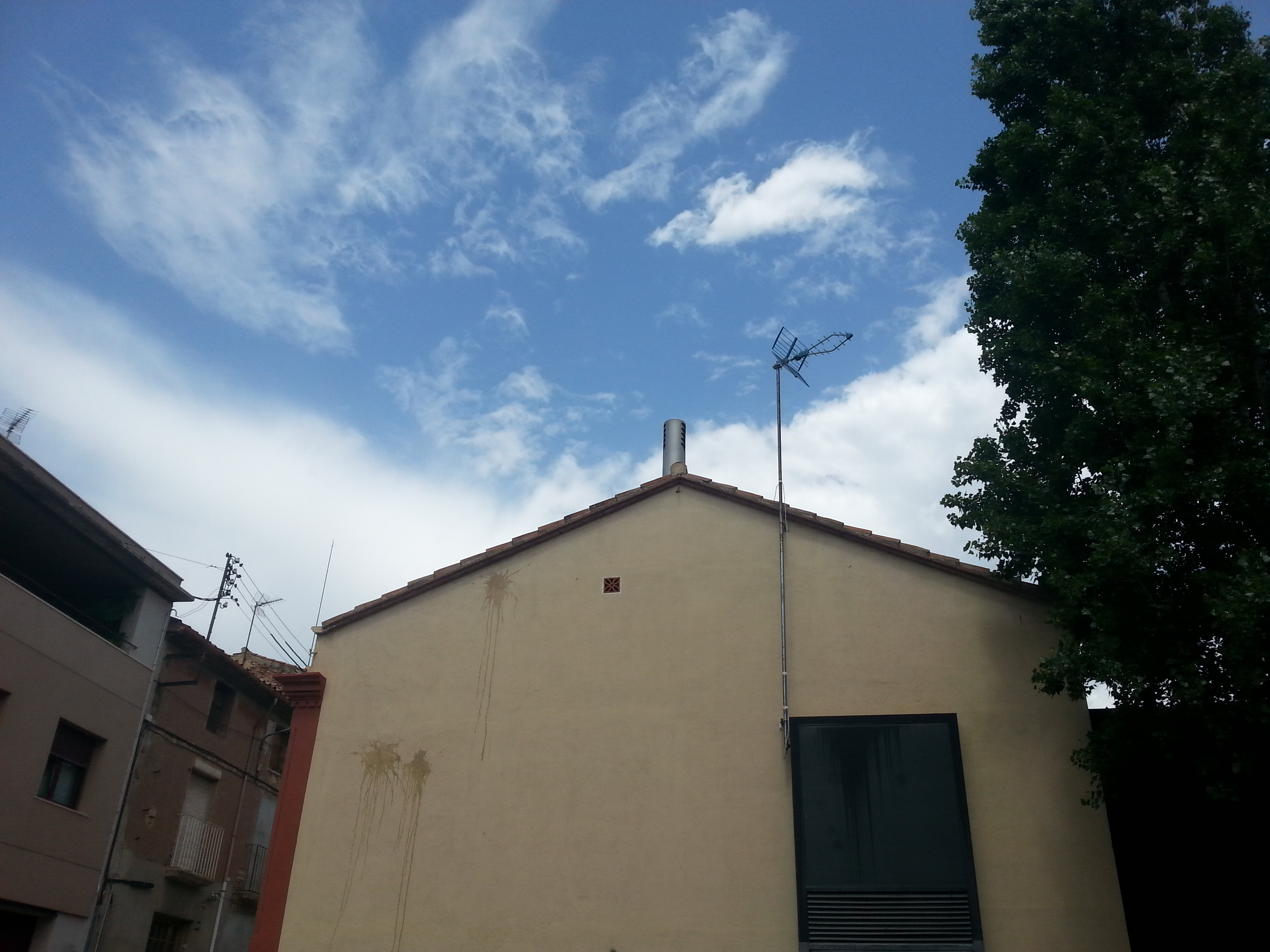
La façana sud (2014)

El primer edifici correspon a una caixa d'estructura rectangular d'una casa de cos (5,25 m x 14 m) orientada amb els extrems curts en direcció nord i sud, i llargs d'est a oest. El sostre estava format per un embigat de fusta amb un entramat de canyes de riera, sobre el qual es basa una capa de morter de calç i una coberta de teules. Les parets eren obrades amb pedres i lligades amb abundant regle de fang mesclat amb calç. La casa constava de dues habitacions a la planta baixa i dues al primer pis.
- Planta baixa: L'accés es realitzava mitjançant una porta oberta de doble fulla a la façana est i de marc rectangular. El marc exterior estava construït a partir de totxanes motllurades, que configuraven un arc escarser d'on s'accedia a una habitació, on probablement hi havia la Cuina (espai). En aquest espai hi ha un forn de pa a l'angle nord-oest de la cambra. Una intervenció arqueològica feta durant el mes de juliol de 2001 va documentar un retall angular elaborat al substrat geològic, rubefactat i reblert de cendres que contenien carbó vegetal el que fa interpretar als investigadors que corresponia a l'espai on hi havia la llar de foc. Al bell mig de l'àmbit els arqueòlegs documentaren una cubeta rectangular amb restes geòliques que identificaren com la cendrera de la cuina, ja que les restes estaven formades per un únic estart de cendra i nombrosos fragments de ceràmica i fusta. Curiosament, durant la intervenció en aquesta sala s'hi trobà un ardit de Lluís XIV.[6]

- Primer pis: A través d'unes escales de fusta situades a l'extrem sud, s'accedia al primer pis. Aquest estava format per una gran cambra principal amb funcions de sala principal i en la que hi havia dues finestres, un dormitori familiar de la qual no es conserva cap finestra però es pressuposa per part dels tècnics que n'hi havia i un tercer espai que els arqueòlegs han documentat com el celler gràcies a la troballa d'un substrat geològic on s'identificava la bassa de tina-cup de fusta. Aquesta planta estava elaborada mitjançant un embigat de troncs semidebastats sobre on descansaven les llates de fusta i les rajoles de socarrats sobre on es va disposar un paviment de rajoles disposades en sardinell.[6]

### Primera ampliació
En un moment imprecís del segle xviii es produeix l'adossament d'un segon cos o nau a la façana oest. En aquesta ampliació s'hi afegeixen dues habitacions a la planta baixa, dues al primer pis. També s'hi construeix un segon pis destinat a fer funcions de golfes, la qual presentava a la paret oest una gran finestra de rajols, amb arc escarser i portes de fusta de doble batent, típiques de golsfes destinades a fer les funcions de paller en les construccions urbanes del poble durant els segles XVIII i xix. L'àmbit sud de la casa va ser destinat a fer les funcions d'estable. Durant la intervenció arqueològica de 2001 es va poder documentar tota la menjadora d'animals de càrrega adossada a la paret est.

### Segona ampliació

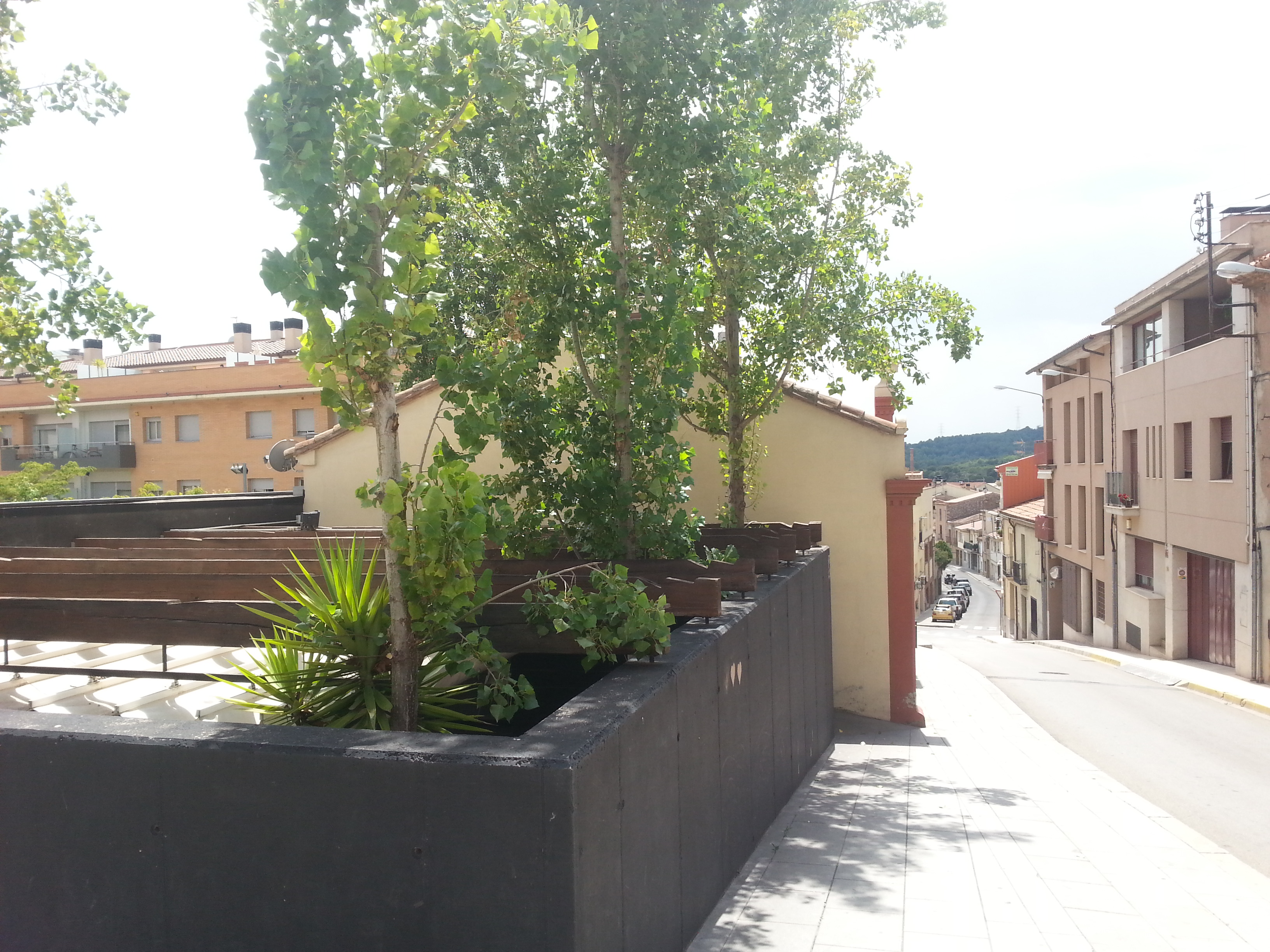
La façana nord (2014)

L'edifici fou objecte d'una profunda remodelació a principis del segle xix (1802-1807). La reforma va consistir a enderrocar la façana nord per construir-ne una de nova dos metres enllà amb l'objectiu d'alinear-la amb el carrer nou obert a inicis de segle, i conegut com a baixada del calvari (actualment carrer major). Els principals canvis de la reforma foren a la planta baixa, on s'amortitza la tina-cup de fusta original i l'espai que ocupa és terraplanat amb un estrat. Les tasques arqueològiques de 2001, documenten que s'hi va trobar una moneda de Josep Bonaparte coneguda com quatre quartos de Barcelona datada de 1812. Aquest sector de la casa es va destinar, però, a fer de celler amb la construcció d'un nou cup d'obra i planta rectangular, almenys fins a l'arribada de la fil·loxera l'any 1883.

## Safareigs Públics
A finals del segle xix, Sant Esteve de Castellar tenia uns 3.500 habitants però no tenia cap servei d'aquest tipus exceptuant un Safareig, al carrer de les Bassetes, situat a l'aire lliure. Davant la creixent població Emília Carles-Tolrà decidir construir unes instal·lacions dignes i adequades i el terreny escollit Cal Calissó, probablement a la zona on hi havia l'estable, els propietaris dels quals el va cedir desinteressadament a la població. L'arquitecte designat per a realitzar l'obra fou Emili Sala Cortés, l'arquitecte habitual de la casa Tolrà. Per les seves característiques, l'edifici era més propi d'una ciutat que no pas d'un poble petit.
L'any 1897 es decideix que a la zona sud de la casa s'hi construeixin els safareigs públics. Els safareigs tocaven, al carrer anemenat Baixada de Cal Verge. Els plànols són realitzats per l'arquitecte i signats a Barcelona l'11 de febrer de 1897.
Algunes de les condicions prèvies a la realització de l'obra foren:
- Les rentadores serien de pedra de Tàrrega, amb pendents de 20 cm i una canal per recollir l'aigua bruta.
- Els quadrats de l'encavallada de la coberta serien de fusta de Flandes. Hi hauria gelosies a les finestres de les façanes principal, lateral i la del darrere, i vidrieres per col·locar a totes elles a l'hivern.
- Les portes serien de fusta i ferro i es pintarien a l'oli amb tres capes. Les parets interiors es pintarien al tremp i al fresc o amb calç.
- Es col·locaria un marxapeu al portal d'entrada amb pedra de la vila.
- L'espai que ocupaven els safareigs formaven una rectangle de 8,60 metres d'amplada per 15 metres de llargada.

Al concurs públic per a la realització de les obres s'hi van presentar tres pressupostos sent finalment escollit el del constructor local Emili Puig Datsira, per un total de 6.800'80 pessetes. Aquests pressupostos van ser entregats el 20 d'abril de 1897. L'octubre d'aquell any, està documentat que l'aleshores alcalde de la vila, el senyor Isidre Rius comunicava a la Marquesa de Castellar, que el consistori en ple agaraïa la donació dels safareigs. El 3 de novembre de 1897 el contractista de l'obra rep de la família Tolrà la suma 7.039,25 pessetes per la construcció dels esmentats safareigs. L'ajuntament agraït va col·locar una làpida d'agraïment, junt amb l'escut dels Tolrà que s'ha conservat en l'actualitat.
Durant els anys 70 l'edifici va ser la seu d'una empresa de sifons.

## Jutjat de pau i Espai cultural
El 22 d'abril de 1989 el president de la Generalitat, Jordi Pujol, va inaugurar les dependències del Jutjat de Pau a l'edifici, que fins aquell moment i per més d'un segle havia fet la funció de safareig. Les obres de remodelació de l'edifici van durar cinc anys i van anar a càrrec de l'arquitecte Manuel Requejo i Yague. Amb l'adequació dels safareigs com a Jutjat de Pau es va perdre l'espai obert en què sempre se sentia el soroll de l'aigua corrent. Les pedres de Tàrrega de les rentadores amb canal foren destinades al colgament amb runa de l'antic abocador municipal de la pedrera de l'antic forn de calç, dalt l'Era d'en Petasques.
Posteriorment, el 3 d'abril de 2005, els antics safareigs es van convertir en un local cultural i de lleure del municipi. Des d'aquest moment l'equipament ha acollit activitats relacionades amb la cultura. A partir del mes de setembre de 2009 l'espai funciona com a Calissó Espai Plural, remarcant el seu caràcter cultural.